# Carles Reig i Morell
Carles Reig i Morell (Lleida, 8 de març de 1947 - McLean, 2001) fou un novel·lista i dramaturg català.

## Biografia
Fill de família de forners, va haver d'exiliar-se el febrer del 1974, i va viure a Leeds quatre anys, tres més entre Brussel·les i París, i els últims divuit anys de la seva vida els visqué als Estats Units d'Amèrica.
La seva nombrosa obra teatral, parcialment inèdita, va tenir un cert èxit a l'Estat francès. El film Baise-moi en fa esment tangencial i és evidentment un subproducte de Travessa-deserts. Va escriure habitualment sota pseudònim: Onèsim d'Açanui, Remei Jonqueres d'Oriola, Pelagi Monjola i Eduard Moliner. Fou un autor de caràcter provocador, heterodox i escatològic, cosa que va impedir que cap de les seves obres fos representada, amb una sola excepció, Travessa-deserts, a la Cúpula Venus, el 1979 amb Alfred Lucchetti, Boris Ruiz i Lurdes Barba, després d'haver sigut foragitada del Teatre Nord en ser considerada excessiva i degenerada.
Com a novel·lista, va obtenir el Premi Josep Pla de narrativa l'any 1977 amb l'obra Contraataquen, i va ser membre fundador del col·lectiu literari Ofèlia Dracs. Va traduir obres de Sean O'Casey, Aleksandr Griboiédov, Norman Mailer i Christopher Marlowe. L'Institut d'Estudis Reigians és un grup de recerca que estudia la seva obra.

## Obra Publicada

### Narrativa
- Contraataquen. Barcelona: Destino, 1977[6]
- Meuques!. Barcelona: M. Acosta, 1979
- Llibre de les veritats poixèvoles. València: Eliseu Climent / 3i4, 1989

### Teatre
- Resclum, si més no. 1974[7]
- S'assaja amb noses. Barcelona: Ed. 62, 1975
- Travessa deserts. Mataró: Robrenyo, 1977[8]
- Lotus continu. Mataró: Robrenyo, 1981
- Contagiï'l. Mataró: Robrenyo, 1981
- Llimac rural. Mataró: Robrenyo, 1981

## Premis literaris
- Joan Santamaria de teatre, 1973: La ingènua la violen aclaparadorament i silenciosa
- Josep Ferrer 1970 de Reus: Resclum, si més no
- Ciutat de Granollers de teatre, 1974: S'assaja amb noses
- Josep Pla, 1976: Contraataquen